# Mecanicismo (administração)
O mecanicismo é uma característica da chamada Administração Científica, em que  as organizações eram vistas como um arranjo rígido, construídas a partir de um projeto e montadas como peças mecânicas. A máxima eficiência era procurada através da avaliação pormenorizada do seu funcionamento. O lado humano, as emoções e os relacionamentos eram ignorados. As pessoas eram consideradas preguiçosas e ineficientes e precisavam ser controladas e estimuladas financeiramente para que cumprissem suas obrigações.